# FIRA Trophy 1992-94
El FIRA Trophy de la temporada 1992-94 fue la 17.a edición con esta denominación y la 30.a temporada del segundo torneo en importancia de rugby en Europa, luego del Torneo de las Seis Naciones.

## FIRA Trophy
| Lugar | Selección | Partidos | Partidos | Partidos  | Partidos | Puntos  | Puntos    | Puntos | Tabla de puntos |
| Lugar | Selección | Jugados  | Ganados  | Empatados | Perdidos | A favor | En contra | dif.   | Tabla de puntos |
| ----- | --------- | -------- | -------- | --------- | -------- | ------- | --------- | ------ | --------------- |
| 1     | Francia   | 4        | 3        | 0         | 1        | 120     | 28        | +92    | 10              |
| 2     | Italia    | 4        | 3        | 0         | 1        | 120     | 69        | +51    | 10              |
| 3     | Rumania   | 4        | 3        | 0         | 1        | 67      | 66        | +1     | 10              |
| 4     | Rusia     | 4        | 1        | 0         | 3        | 44      | 80        | -36    | 6               |
| 5     | España    | 4        | 0        | 0         | 4        | 30      | 138       | -104   | 4               |

| Bandera de Francia     |
| Campeón Francia        |
| Vigésimo quinto título |

## Sexto puesto
| Lugar | Selección | Partidos | Partidos | Partidos  | Partidos | Puntos  | Puntos    | Puntos | Tabla de puntos |
| Lugar | Selección | Jugados  | Ganados  | Empatados | Perdidos | A favor | En contra | dif.   | Tabla de puntos |
| ----- | --------- | -------- | -------- | --------- | -------- | ------- | --------- | ------ | --------------- |
| 1     | Alemania  | 4        | 3        | 0         | 1        | 93      | 67        | 26     | 10              |
| 2     | Túnez     | 4        | 2        | 1         | 1        | 59      | 63        | -4     | 9               |
| 3     | Bélgica   | 4        | 2        | 1         | 1        | 60      | 70        | -10    | 9               |
| 4     | Marruecos | 4        | 2        | 0         | 2        | 77      | 78        | -1     | 8               |
| 5     | Portugal  | 4        | 0        | 0         | 4        | 57      | 68        | -11    | 4               |

## Segunda División

### Grupo A
| Lugar | Selección       | Partidos | Partidos | Partidos  | Partidos | Puntos  | Puntos    | Puntos | Tabla de puntos |
| Lugar | Selección       | Jugados  | Ganados  | Empatados | Perdidos | A favor | En contra | dif.   | Tabla de puntos |
| ----- | --------------- | -------- | -------- | --------- | -------- | ------- | --------- | ------ | --------------- |
| 1     | Polonia         | 8        | 7        | 0         | 1        | 154     | 81        | +73    | 22              |
| 2     | Países Bajos    | 8        | 5        | 0         | 3        | 232     | 75        | +157   | 18              |
| 3     | República Checa | 8        | 4        | 0         | 4        | 154     | 144       | +10    | 16              |
| 4     | Andorra         | 8        | 2        | 0         | 6        | 56      | 222       | -166   | 12              |
| 4     | Suecia          | 8        | 2        | 0         | 6        | 102     | 164       | -62    | 11              |

### Grupo B
| Lugar | Selección | Partidos | Partidos | Partidos  | Partidos | Puntos  | Puntos    | Puntos | Tabla de puntos |
| Lugar | Selección | Jugados  | Ganados  | Empatados | Perdidos | A favor | En contra | dif.   | Tabla de puntos |
| ----- | --------- | -------- | -------- | --------- | -------- | ------- | --------- | ------ | --------------- |
| 1     | Croacia   | 8        | 7        | 0         | 1        | 294     | 56        | +238   | 22              |
| 2     | Hungría   | 8        | 4        | 0         | 4        | 75      | 187       | -112   | 16              |
| 3     | Eslovenia | 8        | 3        | 0         | 5        | 95      | 226       | -131   | 14              |
| 4     | Ucrania   | 8        | 4        | 0         | 4        | 183     | 42        | +141   | 12              |
| 5     | Austria   | 8        | 2        | 0         | 6        | 38      | 162       | -124   | 12              |

## Tercera División

### Grupo A
| Lugar | Selección  | Partidos | Partidos | Partidos  | Partidos | Puntos  | Puntos    | Puntos | Tabla de puntos |
| Lugar | Selección  | Jugados  | Ganados  | Empatados | Perdidos | A favor | En contra | dif.   | Tabla de puntos |
| ----- | ---------- | -------- | -------- | --------- | -------- | ------- | --------- | ------ | --------------- |
| 1     | Georgia    | 3        | 2        | 1         | 0        | 60      | 34        | +26    | 8               |
| 2     | Letonia    | 3        | 2        | 0         | 1        | 38      | 38        | 0      | 7               |
| 3     | Suiza      | 3        | 1        | 0         | 2        | 38      | 40        | -2     | 5               |
| 4     | Luxemburgo | 3        | 0        | 1         | 2        | 28      | 52        | -24    | 4               |

### Grupo B
| Lugar | Selección | Partidos | Partidos | Partidos  | Partidos | Puntos  | Puntos    | Puntos | Tabla de puntos |
| Lugar | Selección | Jugados  | Ganados  | Empatados | Perdidos | A favor | En contra | dif.   | Tabla de puntos |
| ----- | --------- | -------- | -------- | --------- | -------- | ------- | --------- | ------ | --------------- |
| 1     | Moldavia  | 3        | 2        | 0         | 1        | 64      | 9         | +55    | 6               |
| 2     | Bulgaria  | 3        | 1        | 1         | 1        | 23      | 58        | -35    | 6               |
| 3     | Dinamarca | 3        | 1        | 0         | 2        | 76      | 17        | -59    | 4               |
| 4     | Lituania  | 3        | 0        | 1         | 2        | 21      | 100       | -79    | 4               |